# Romualdas Rudzys
Romualdas Rudzys (* 9. Juni 1947 in Tolotionys bei Trakai) ist ein litauischer Politiker, Seimas-Mitglied.

## Leben
Romualdas Rudzys arbeitete ab 16 Jahren. 1975 absolvierte er das Diplomstudium des Elektrotechnik am Vilniaus inžinerinis statybos institutas und wurde Elektriker. Ab  1979  war er leitender Ingenieur und danach Direktor beim Unternehmen "Kaitra" in Lentvaris. Von 1990 bis 1992 war Rudzys Mitglied im Seimas. Er gehörte der Bewegung Sąjūdis. 2009 war er Mitglied im Rat der Rajongemeinde Trakai.
Rudzys ist verheiratet. Mit Frau  Ona (geheiratet 1975) hat er die Tochter Jurgita (* 1976) und den Sohn Justinas (* 1984).